# Michael Oakeshott
Michael Joseph Oakeshott (11. prosince 1901 – 19. prosince 1990) byl anglický filozof a politický teoretik. Zaobíral se filozofií dějin, náboženství, práva a estetikou. Je považován za představitele konzervatismu.